# Mittwoch der Karwoche

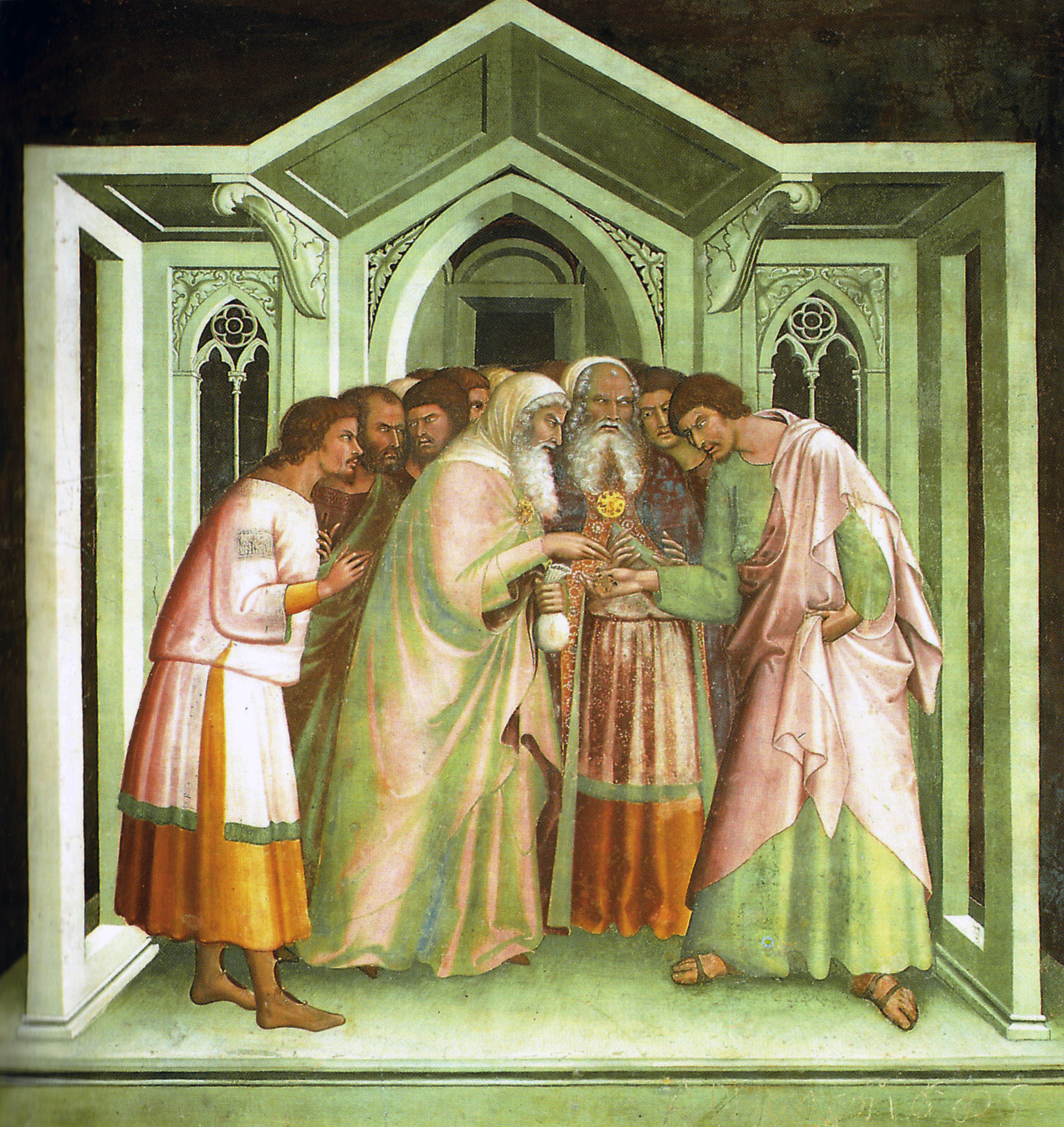
Judas erhält für den Verrat Jesu 30 Silberstücke (Fresko von Lippo Memmi 14. Jh.)

Der Karmittwoch (lateinisch Feria quarta Hebdomadae Sanctae ‚vierter Tag der heiligen Woche‘) ist der vierte Tag der Karwoche und der Heiligen Woche und war früher ein Abgabentag. Er wird auch als „krummer“ oder „schiefer Mittwoch“ bezeichnet. 

## Biblische Grundlage
Der Karmittwoch wurde schon im 4. Jahrhundert in Jerusalem mit dem Verrat des Judas Iskariot (Mt 26,14–25 ) zusammengebracht und daher als Unglückstag gesehen.

## Brauchtum
Dieser Mittwoch hat regional weitere traditionelle Namen: So ist für Baden bereits 1261 die Bezeichnung crumen mitkun und für Westfalen schon 1386 die Bezeichnung krummer Gütentag oder schiefer Gütentag sowie für das Herzogtum Braunschweig 1397/98 die Bezeichnung krumme middeweken belegt. In Südtirol heißt der Karmittwoch Krump-Mittag. Dort und im Etschland durfte man an diesem Tag nicht die Reben schneiden, weil sich einer Überlieferung zufolge Judas an einer Rebe erhängt habe. In Süddeutschland findet sich der Name Platzmittwoch, da an diesem Tag die potentiellen Osterlämmer auf dem Marktplatz gekauft werden konnten. In Niederösterreich spricht man vom Pumpermittwoch oder Rumpelmittwoch, weil in der damals üblichen Pumpermette bzw. Rumpelmette gelärmt wurde, um die Empörung über die Verhaftung Jesu Christi zum Ausdruck zu bringen. In den Niederlanden spricht man bezogen auf den letzten Waschtag vor den Festtagen von Skortel Woensdach („Hemdmittwoch“) bzw. Schorel Woensdach („Reinigungsmittwoch“).